# Polypogon viridis
Polypogon viridis là một loài thực vật có hoa trong họ Hòa thảo. Loài này được (Gouan) Breistr. miêu tả khoa học đầu tiên năm 1966.

## Hình ảnh

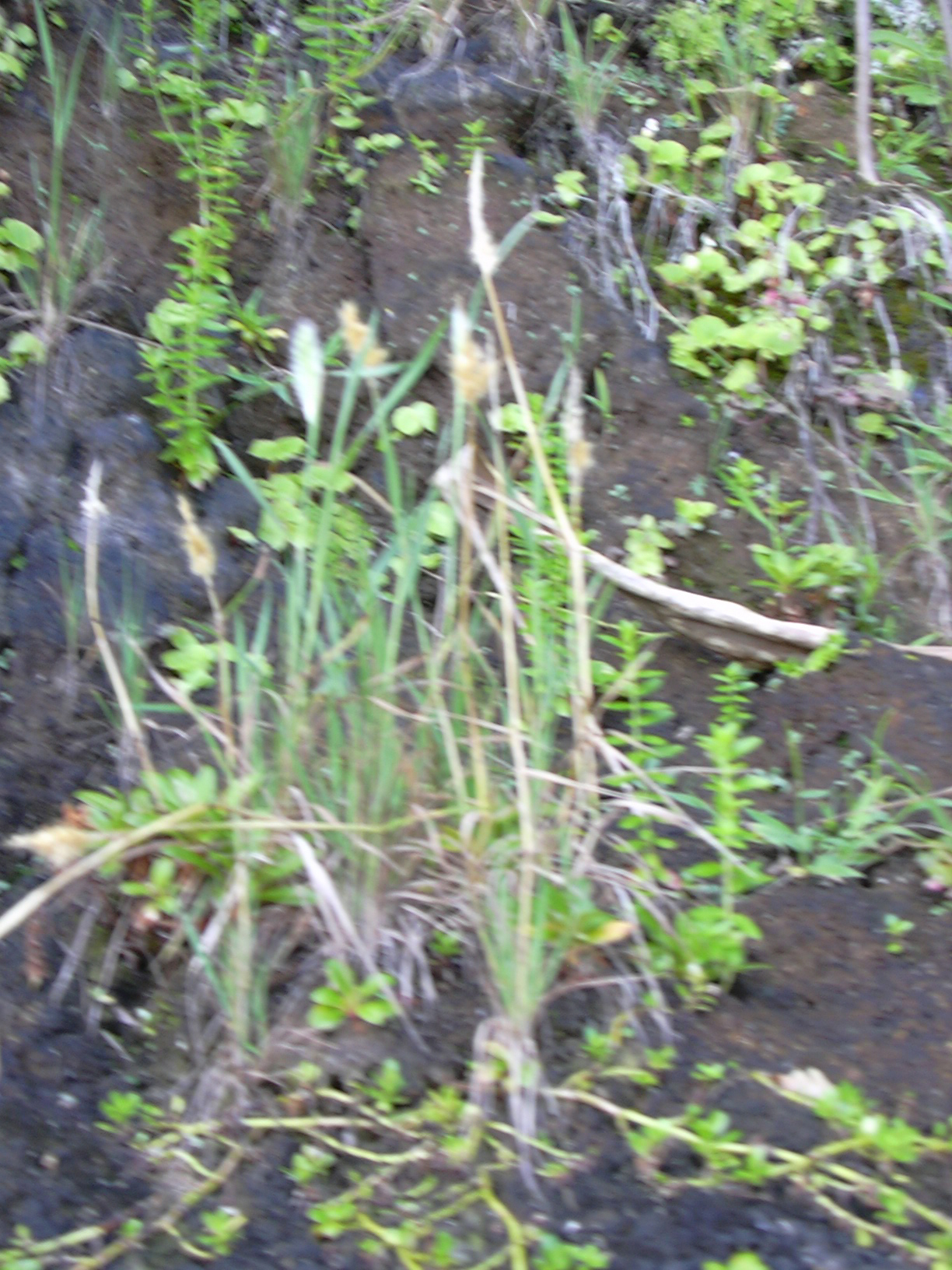
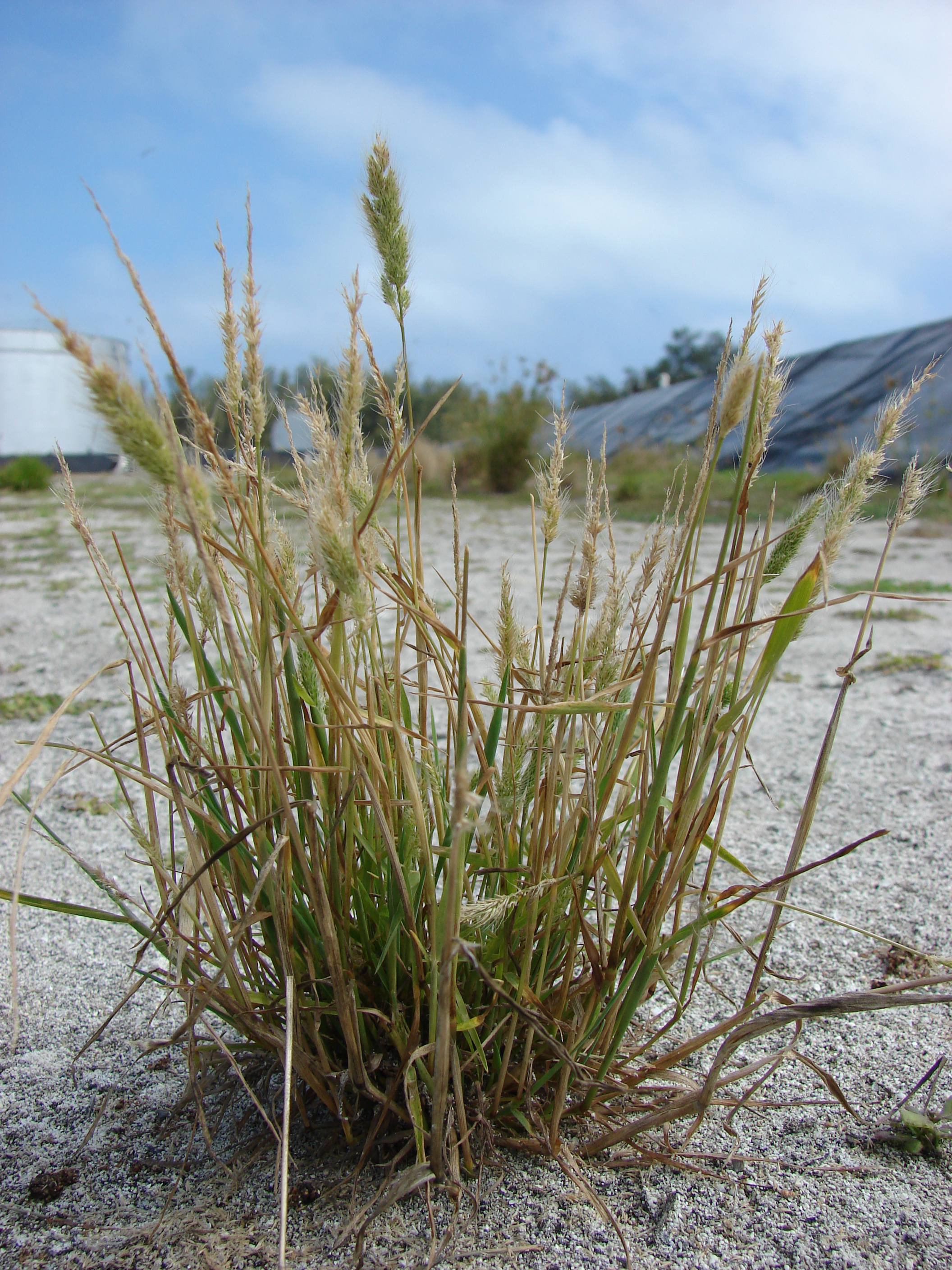
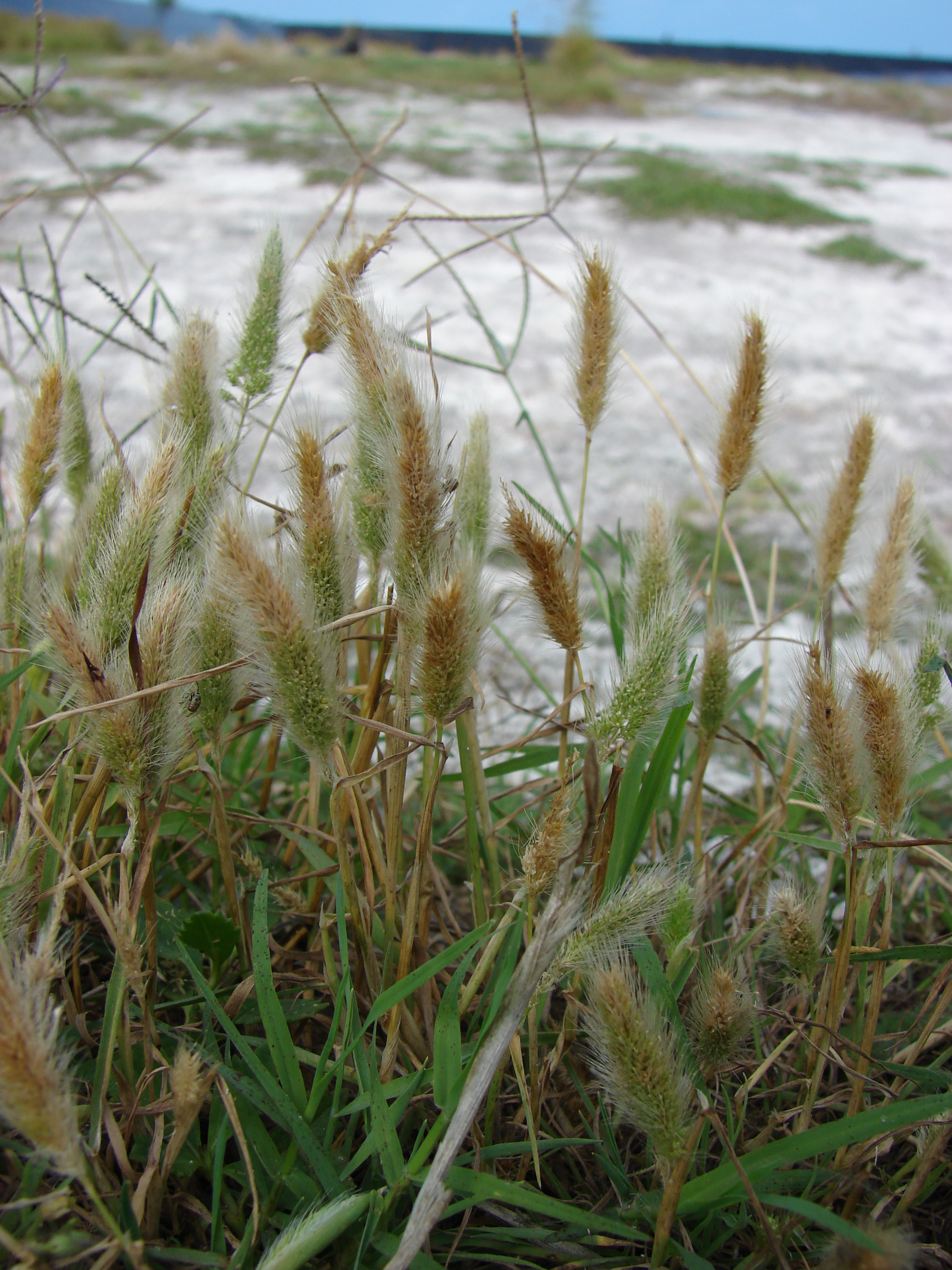
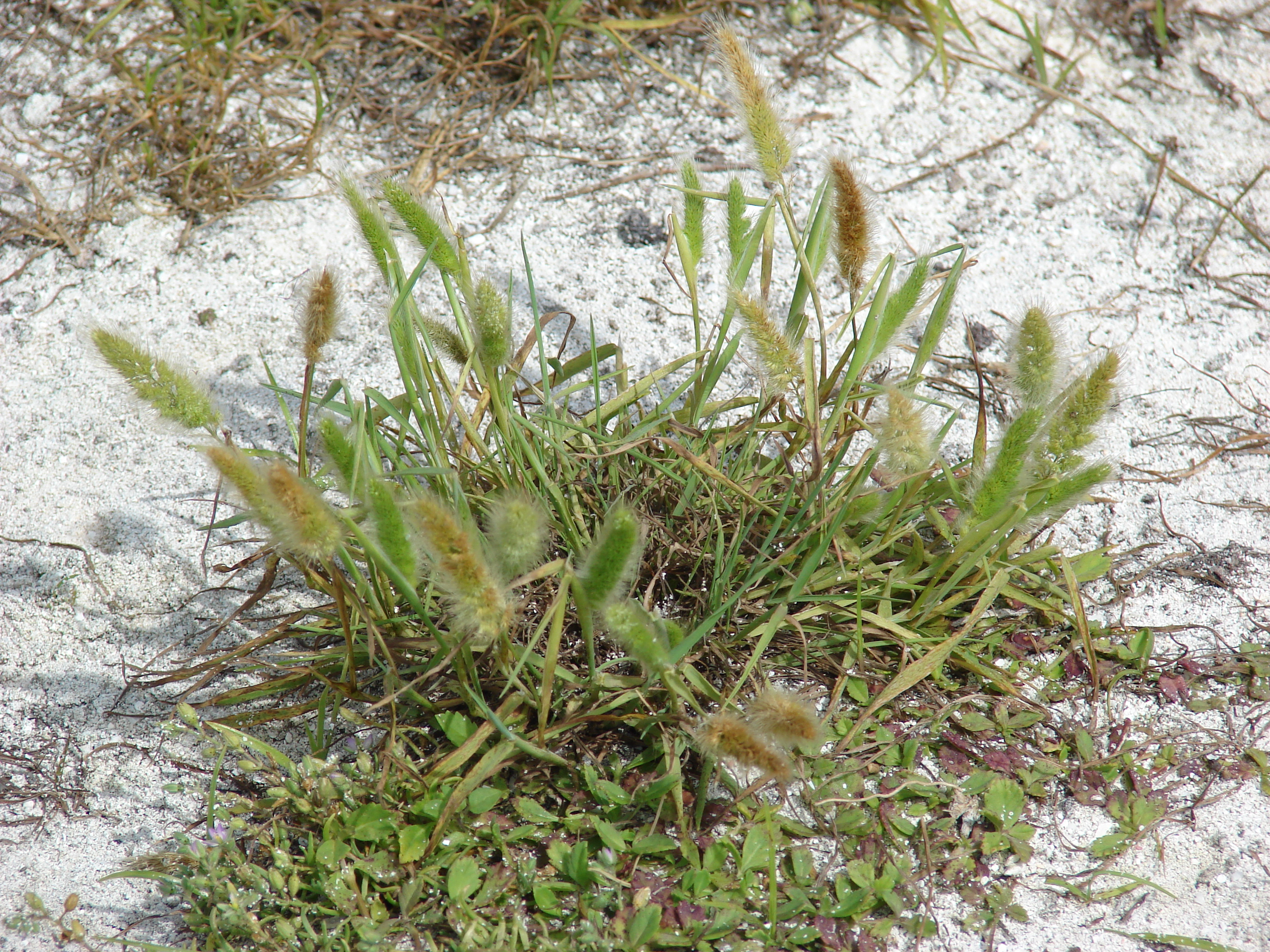